# 克林群島
67°10′S 58°30′E / 67.167°S 58.500°E
克林群島（英語：Kring Islands）是南極洲的群島，位於肯普地，處於貝爾灣東部，該群島根據挪威探險隊拍攝的空中照片被該國製圖師繪入地圖。